# JYP 엔터테인먼트
JYP 엔터테인먼트(영어: JYP Entertainment)는 대한민국의 종합 엔터테인먼트 회사이다. 회사 이름은 창립자인 박진영의 영문 이름 이니셜을 따 지어졌다. 본사는 서울특별시 강동구 강동대로 205 (성내동)에 있으며 대표적인 출신 연예인으로 god, 별, 민효린, 노을, 원더걸스, 2AM, 2PM, 미쓰에이, 버나드박, DAY6, 트와이스, 스트레이 키즈, ITZY, 엑스디너리 히어로즈, 엔믹스, KickFlip 등이 있다. 사업 분야로는 연예인 신인 발굴, 연예인 매니지먼트, 음반 기획 및 제작 분야등이 있다.

## 역사

### JYP 엔터테인먼트
1997년 12월 1일 연예기획사인 (주)태홍기획을 박진영이 설립했다. 가수 진주를 시작으로 god, 박지윤 등 거대 가수들을 속속히 배출했다.
이후 가수 이예린, 박기영, 린, 김동률 등을 매니지먼트했던 홍승성과 동업하여 비, 별, 노을, 임정희, 원더걸스, JOO, 2AM, 2PM 등을 배출하였고, 2008년 홍승성 대표와 결별한 이후에도 미쓰에이, JJ 프로젝트, 백아연, 15&, GOT7, DAY6, 트와이스, 소미, 스트레이 키즈, ITZY, 엑스디너리 히어로즈, 엔믹스, Nexz 등의 가수들을 꾸준히 배출하고 있다.
2010년 12월 박진영과 JYP 이사진들이 코스닥 상장사인 제이튠 엔터테인먼트 주식을 대량 매입하여 최대주주로 올라섰다. 박진영과 미쓰에이는 제이튠 엔터테인먼트로 이적하였고, 2011년 2월 기존의 (주)제이와이피엔터테인먼트 사명을 (주)제이와이피로 변경했으며 (주)제이튠엔터테인먼트의 사명을 (주)제이와이피엔터테인먼트로 변경하였다. 이로써 JYP는 우회상장 방식을 통해 설립 이래 처음으로 코스닥 시장에 입성하게 되었다. 이후 한동안은 2PM 등 기존 가수들이 소속된 비상장사 ㈜제이와이피와 박진영, 미쓰에이 등이 소속된 상장사 ㈜제이와이피엔터테인먼트 두 체제로 운영되었다. 2013년 6월 두 회사의 합병 계약이 체결되었고 같은 해 10월에 ㈜제이와이피엔터테인먼트에 피흡수합병된 후 폐업하였다.

### 제이튠엔터테인먼트
1996년 4월 25일 반도체 생산 업체 (주)보광미디어로 설립되었다. 1999년 1월 29일 아라리온(주)로 상호명을 변경했고, 2006년 6월 26일 무선통신기기 업체인 (주)세이텍을 흡수합병한 뒤 (주)세이텍으로 상호를 변경하였다. 2007년 JYP 엔터테인먼트와의 계약이 만료된 이후 레이니엔터테인먼트를 설립하고 독자적 활동을 하고 있던 가수 비가 이 회사의 최대주주가 되었고, 같은 해 11월 2일 (주)제이튠엔터테인먼트로 상호명의 변경과 매니저업으로 업종을 변경하였다. 이후 탤런트 연정훈을 영입하였고 계열사 제이튠캠프를 설립하고 제이튠캠프에서 남성그룹 엠블랙을 배출했다. 그러나 2010년 7월 비는 보유주식 350만주를 전량 장내 매도하였다. 그 해 12월에는 박진영과 JYP 이사진들이 코스닥 상장사인 제이튠 엔터테인먼트 주식을 대량 매입하여 최대주주로 올라섰고 제이튠 엔터테인먼트의 사명을 JYP Ent.로 변경하였다. 2013년 10월 JYP 엔터테인먼트는 정식 합병절차를 밟아 JYP Ent.와의 합병을 완료하였다.

## 현재 소속 연예인
| 소속 연예인         | 직업           | 구성원                                                   | 리더 | 데뷔             | 이전 구성원 | 해체 |
| ------------------- | -------------- | -------------------------------------------------------- | ---- | ---------------- | ----------- | ---- |
| 박진영              | 가수, 프로듀서 | 빈칸                                                     | 빈칸 | 1994년 11월      | 빈칸        | 빈칸 |
| 2PM                 | 가수           | Jun. K, 닉쿤, 우영                                       | 빈칸 | 2008년 9월 4일   | 박재범      | 빈칸 |
| 2PM                 | 가수           | (타 소속사) 택연, 준호, 찬성                             | 빈칸 | 2008년 9월 4일   | 박재범      | 빈칸 |
| DAY6                | 가수           | 성진, Young K, 원필, 도운                                | 성진 | 2015년 9월 7일   | EaJ, 준혁   | 빈칸 |
| TWICE               | 가수           | 지효, 나연, 정연, 모모, 사나, 미나, 다현, 채영, 쯔위     | 지효 | 2015년 10월 20일 | 빈칸        | 빈칸 |
| 스트레이 키즈       | 가수           | 방찬, 리노, 김동희, 창빈, 현진, 한, 필릭스, 승민, 아이엔 | 방찬 | 2018년 3월 25일  | 우진        | 빈칸 |
| ITZY                | 가수           | 예지, 리아, 류진, 채령, 유나                             | 예지 | 2019년 2월 12일  | 빈칸        | 빈칸 |
| 엑스디너리 히어로즈 | 가수           | 건일, 정수, 가온, O.de, Jun Han, 주연                    | 건일 | 2021년 12월 6일  | 빈칸        | 빈칸 |
| NMIXX               | 가수           | 릴리, 해원, 설윤, 배이, 지우, 규진                       | 해원 | 2022년 2월 22일  | 지니        | 빈칸 |
| KickFlip            | 가수           | 계훈, 아마루, 동화, 주왕, 민제, 케이주, 동현             | 계훈 | 2025년 1월       | 빈칸        | 빈칸 |
| 신예은              | 배우           | 빈칸                                                     | 빈칸 | 2018년           | 빈칸        | 빈칸 |
| 김동희              | 배우           | 빈칸                                                     | 빈칸 | 2018년           | 빈칸        | 빈칸 |

### 중국
| 소속 연예인 | 직업 | 구성원                                 | 리더 | 데뷔            | 이전 구성원 | 해체 |
| ----------- | ---- | -------------------------------------- | ---- | --------------- | ----------- | ---- |
| 보이스토리  | 가수 | 한위, 저위, 씬롱, 즈하오, 밍루이, 슈양 | 한위 | 2018년 9월 21일 | 빈칸        | 빈칸 |
| 야오천      | 가수 | 빈칸                                   | 빈칸 | 2019년 6월 8일  | 빈칸        | 빈칸 |
| Project C   | 가수 | 루오옌, 씨지에, 웬진, 위엔하오, 저신   |      | 2025년          | 빈칸        | 빈칸 |

### 일본
| 소속 연예인 | 직업 | 구성원                                                     | 리더   | 데뷔            | 이전 구성원 | 해체 |
| ----------- | ---- | ---------------------------------------------------------- | ------ | --------------- | ----------- | ---- |
| NiziU       | 가수 | 마코, 리오, 마야, 리쿠, 아야카, 마유카, 리마, 미이히, 니나 | 마코   | 2020년 12월 2일 | 빈칸        | 빈칸 |
| 넥스지      | 가수 | 유우, 토모야, 하루, 소 건, 세이타, 휴이, 유키              | 토모야 | 2024년 5월 20일 | 빈칸        | 빈칸 |

### 미국
| 소속 연예인 | 직업 | 구성원                     | 리더 | 데뷔            | 이전 구성원 | 해체 |
| ----------- | ---- | -------------------------- | ---- | --------------- | ----------- | ---- |
| GIRLSET     | 가수 | 카밀라, 렉시, 켄달, 사바나 | 렉시 | 2025년 8월 29일 | 빈칸        | 빈칸 |

## 과거 소속 연예인
- 진주 : 박진영이 최초로 발굴한 JYP 1호 가수
- 2AM
  - 이창민
  - 임슬옹
  - 조권
  - 정진운
- god
  - 박준형
  - 윤계상
  - 데니 안
  - 손호영
  - 김태우
- GOT7
  - JB
  - 마크
  - 잭슨
  - 진영
  - 영재
  - 뱀뱀
  - 유겸
- 리우신
- 김소영
- 김동윤
- 임소영
- 한수연
- 김하은
- 조규철
- 이영유
- 박지빈
- 이정진
- 정윤선
- 민효린
- 위대훈
- 김태훈
- 김종문
- 김예원
- 최우식
- 송하윤
- 조이현
- 정건주
- 박규영
- 15&
  - 제이미
  - 백예린
- 백아연
- 량현량하
  - 량현
  - 량하
- 박지윤
- 비
- 별
- 노을
  - 강균성
  - 전우성
  - 이상곤
  - 나성호
- 원투
  - 송호범
  - 오창훈
- 아이비 : 2집까지 팬텀 & JYP 동시 (공동) 소속
- 임정희
- 한나 (2014년 1월 13일 사망)
- 마리오
- San E
- JOO
- 2PM
  - 옥택연
  - 찬성
  - 준호
  - 박재범 : 전 멤버[5]
- 미쓰에이
  - 민 : 전 멤버
  - 지아 : 전 멤버
  - 수지
  - 페이
- G.Soul
- 데이식스
  - EaJ : 전 멤버
  - 준혁 : 전 멤버
- 김지민
- 박주형
- 박시은 : 현 스테이씨 멤버
- 이지현
- 강윤제
- 장희령
- 류원
- 이기혁
- 남성준
- 김유안
- 장동주
- 전소미
- 스트레이 키즈
  - 우진 : 전 멤버
- 원더걸스
  - 유빈
  - 예은
  - 선미
  - 혜림
  - 선예 : 전 멤버
  - 소희 : 전 멤버
  - 현아 : 전 멤버, 전 포미닛 멤버
- 윤박
- 엔믹스
  - 지니 : 전 멤버
- 버나드박
- VCHA
  - 케이지 : 전 멤버
  - 케일리 : 전 멤버

## 과거 소속 연습생
- 김선아
- 메이다니
- 문지은
- 이현지
- 문용석 : 현 배우
- 안효섭 : 현 배우
- 나인우 : 현 배우
- 지수: 현 배우
- CL: 전 2NE1
- 재효 : 현 블락비
- 제이홉 : 현 방탄소년단
- 김동혁 : 현 IKON
- 프니엘 : 현 비투비
- 김재경 : 전 레인보우
- 장동우 : 현 인피니트
- 이호원 : 전 인피니트
- 남지현 : 전 포미닛
- 전지윤 : 전 포미닛
- 레이나 : 전 애프터스쿨, 전 오렌지캬라멜
- 송지은 : 전 시크릿
- 한선화 : 전 시크릿
- 효민 : 현 티아라
- 손동운 : 전 비스트, 현 하이라이트
- 양요섭 : 전 비스트, 현 하이라이트
- 윤두준 : 전 비스트, 현 하이라이트
- 이기광 : 전 비스트, 현 하이라이트
- 박초롱 : 현 에이핑크
- 윤보미 : 현 에이핑크
- 손나은 : 전 에이핑크
- 홍유경 : 전 에이핑크
- 효린 : 전 씨스타
- 김다솜 : 전 씨스타
- 윤보라 : 전 씨스타
- 하니 : 현 EXID
- 정화 : 현 EXID
- 최문희 : 전 보너스베이비
- 영재 : 전 B.A.P
- 이대휘 : 전 워너원, 현 AB6IX
- 박우진 : 전 워너원, 현 AB6IX
- 김동현 : 전 MXM, 현 AB6IX
- 전웅 : 현 AB6IX
- 임영민 : 전 MXM, 전 AB6IX
- G.NA
- 청하 : 전 아이오아이
- 케이윌
- 홍진영
- 필독 : 전 빅스타
- 바람 : 전 빅스타
- 성준 : 전 소년공화국
- 셔누 : 현 몬스타엑스
- 수현 : 현 유키스
- 광민 : 전 보이프렌드
- 영민 : 전 보이프렌드
- 박서함 : 전 크나큰
- 소룡 : 전 테이스티
- 대룡 : 전 테이스티
- 해령 : 전 EXID, 전 베스티
- 유지 : 전 EXID, 전 베스티
- 의진 : 전 소나무
- 서은교 : 전 파이브돌스
- 이나은 : 현 에이프릴
- 황우림 : 전 플레이백, 현 THE PINK LADY
- 레이븐 : 현 원어스
- 유 : 현 온앤오프
- 이민 : 현 영건
- 제이슨 : 현 A.C.E
- 지엔 : 현 라붐
- 호 : 전 매드타운
- MJ : 현 아스트로
- 후이 : 현 펜타곤
- 키노 현 펜타곤
- 유토 : 현 펜타곤
- 윤서빈
- 故 오요안나 : 전 MBC 기상캐스터
- 보라 : 현 체리블렛
- 이채연 : 전 아이즈원
- 사카모토 마시로 : 현 케플러

## 연도별 배출 아티스트
| 연도 | 아티스트            | 형태 | 구성원                                                     | 데뷔연도 | 응원 도구 색          | 팬클럽           | 리더   |
| ---- | ------------------- | ---- | ---------------------------------------------------------- | -------- | --------------------- | ---------------- | ------ |
| 1997 | 박진영              | 솔로 | -                                                          | 1994     | 없음                  | Soulmates        | 없음   |
| 1997 | 진주                | 솔로 | -                                                          | 1997     | 없음                  | 없음             | 없음   |
| 1997 | 박지윤              | 솔로 | -                                                          | 1997     | 파랑                  | Blue Angel       | 없음   |
| 1999 | god                 | 그룹 | 박준형, 윤계상, 데니 안, 손호영, 김태우                    | 1999     | 하늘색                | Fan god          | 박준형 |
| 2000 | 량현량하            | 듀오 | 량현, 량하                                                 | 2000     | 금색                  | R.R.F            | 없음   |
| 2002 | 비                  | 솔로 | -                                                          | 2002     | 회색                  | 구름             | 없음   |
| 2002 | 별                  | 솔로 | -                                                          | 2002     | 보라                  | 별의 여신 김고은 | 없음   |
| 2002 | 노을                | 그룹 | 이상곤, 전우성, 나성호, 강균성                             | 2002     | 노랑, 주황            | 노을빛           | 이상곤 |
| 2003 | 원투                | 듀오 | 송호범, 오창훈                                             | 2003     | 없음                  | 없음             | 없음   |
| 2004 | G.Soul              | 솔로 | -                                                          | 2004     | 없음                  | Soulmates        | 없음   |
| 2004 | 한나                | 솔로 | -                                                          | 2004     | 없음                  | 없음             | 없음   |
| 2005 | 임정희              | 솔로 | -                                                          | 2005     | 없음                  | SoulMate         | 없음   |
| 2005 | 아이비              | 솔로 | -                                                          | 2005     | 라임색                | Ivynus           | 없음   |
| 2007 | 원더걸스            | 그룹 | 예은, 유빈, 선미, 혜림                                     | 2007     | 펄 버건디             | WonderFul        | 없음   |
| 2008 | JOO                 | 솔로 | -                                                          | 2008     | 없음                  | Pygmalion        | 없음   |
| 2008 | 2PM                 | 그룹 | Jun. K, 닉쿤, 택연, 우영, 준호, 찬성                       | 2008     | 펄 블랙               | HOTTEST          | 없음   |
| 2008 | 2AM                 | 그룹 | 조권, 이창민, 임슬옹, 정진운                               | 2008     | 펄 블랙               | I AM             | 조권   |
| 2008 | 리우신              | 솔로 | -                                                          | 2008     | 없음                  | 없음             | 없음   |
| 2008 | 마리오              | 솔로 | -                                                          | 2008     | 없음                  | 없음             | 없음   |
| 2010 | 미쓰에이            | 그룹 | 페이, 수지                                                 | 2010     | 없음                  | Say A            | 없음   |
| 2010 | San E               | 솔로 | -                                                          | 2008     | 없음                  | 미루             | 없음   |
| 2012 | JJ Project          | 듀오 | JB, 진영                                                   | 2012     | 스타                  | Joyous           | JB     |
| 2012 | 백아연              | 솔로 | -                                                          | 2012     | 없음                  | 수련             | 없음   |
| 2012 | 15&                 | 듀오 | 백예린, 제이미                                             | 2012     | 없음                  | Dreamers         | 없음   |
| 2014 | GOT7                | 그룹 | JB, 마크, 잭슨, 진영, 영재, 뱀뱀, 유겸,                    | 2014     | 러브버드              | I GOT7           | JB     |
| 2014 | 버나드박            | 솔로 | -                                                          | 2014     | 없음                  | Bernarddream     | 없음   |
| 2015 | DAY6                | 그룹 | 성진, Young K, 원필, 도운                                  | 2015     | 미정                  | My Day           | 성진   |
| 2015 | 트와이스            | 그룹 | 지효, 나연, 정연, 모모, 사나, 미나, 다현, 채영, 쯔위       | 2015     | 살구색, 네온 마젠타   | ONCE             | 지효   |
| 2016 | 전소미              | 솔로 | -                                                          | 2016     | 없음                  | 솜뭉치           | 없음   |
| 2018 | 스트레이 키즈       | 그룹 | 방찬, 리노, 창빈, 현진, 한, 필릭스, 승민, 아이엔           | 2018     | 미정                  | Stay             | 방찬   |
| 2018 | 보이스토리          | 그룹 | 한위, 즈하오, 씬롱, 저위, 밍루이, 슈양                     | 2018     | 클래식 로즈, 콘플라워 | Boss             | 한위   |
| 2019 | ITZY                | 그룹 | 예지, 리아, 류진, 채령, 유나                               | 2019     | 미정                  | MIDZY            | 예지   |
| 2019 | 야오천              | 솔로 | 없음                                                       | 2019     | 없음                  | 없음             | 없음   |
| 2020 | NiziU               | 그룹 | 마코, 리오, 마야, 리쿠, 아야카, 마유카, 리마, 미이히, 니나 | 2020     | 미정                  | WithU            | 마코   |
| 2021 | 엑스디너리 히어로즈 | 그룹 | 건일, 정수, 가온, O.de, Jun Han, 주연                      | 2021     | 미정                  | Villains         | 건일   |
| 2022 | 엔믹스              | 그룹 | 릴리, 해원, 설윤, 배이, 지우, 규진                         | 2022     | 미정                  | NSWER            | 해원   |
| 2023 | VCHA                | 그룹 | 카밀라, 렉시, 켄달, 사바나, 케일리                         | 2023     | 미정                  | VLIGHTS          | 렉시   |
| 2023 | 넥스지              | 그룹 | 유우, 토모야, 하루, 소 건, 세이타, 휴이, 유키              | 2023     | 미정                  | NEX2Y            | 토모야 |
| 2025 | KickFlip            | 그룹 | 계훈, 아마루, 동화, 주왕, 민제, 케이주, 동현               | 2025     | 미정                  | 미정             | 계훈   |
| 2025 | GIRLSET             | 그룹 | 카밀라, 렉시, 켄달, 사바나                                 | 2025     | 미정                  | 미정             |        |
| 2025 | Project C           | 그룹 | 루오옌, 씨지에, 웬진, 위엔하오, 저신                       | 2025     | 미정                  | 미정             |        |

## 재무 정보
2020년 12월 사업보고서 기준 (단위 : 천원)
| 재무항목       | 금액        |
| -------------- | ----------- |
| 유동자산(계)   | 126,952,971 |
| 비유동자산(계) | 96,996,732  |
| 자산총계       | 223,949,703 |
| 유동부채(계)   | 33,334,304  |
| 비유동부채(계) | 4,368,063   |
| 부채총계       | 37,702,367  |
| 자본금         | 17,943,452  |
| 자본잉여금     | 76,955,682  |
| 이익잉여금     | 99,912,036  |
| 자본총계       | 186,247,336 |

## 관계사
- 큐브 엔터테인먼트 : JYP 공동 창립자이자 전 대표인 홍승성이 세운 소속사
- 에이큐브 엔터테인먼트 : 큐브 음반 레이블
- 뮤직큐브 : 큐브 음악담당 레이블
- HYBE : 전 JYP 수석 작곡가 방시혁이 세운 소속사
- 스타쉽 엔터테인먼트 : 빅히트 엔터테인먼트 계열 분리 소속사
- 제이튠 캠프 : JYP 엔터테인먼트가 인수합병한 제이튠 엔터테인먼트의 독립 레이블 회사

## 같이 보기
- SM 엔터테인먼트
- YG 엔터테인먼트
- 하이브